# Ilișești
Ilișești is een Roemeense gemeente in het district Suceava.
Ilișești telt 2701 inwoners.